# Borgnone
Borgnone (in dialetto ticinese Burgnón) è una frazione del comune svizzero di Centovalli, nel Canton Ticino (distretto di Locarno).

## Geografia fisica
La regione gode d'un buon soleggiamento con un numero moderato di precipitazioni annue.

## Storia

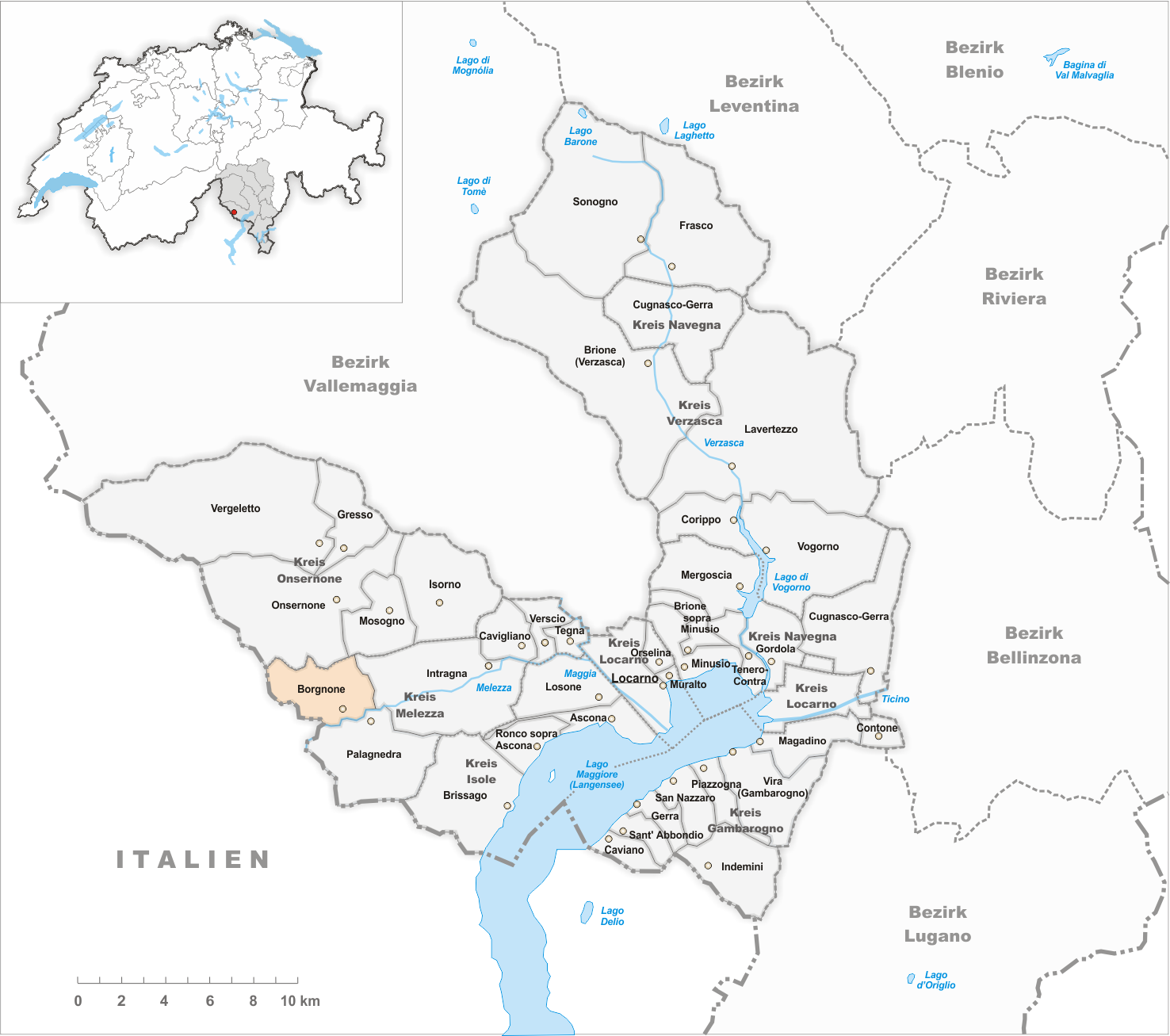
Il territorio del comune di Borgnone prima degli accorpamenti comunali del 2009

Borgnone lo si trova citato per la prima volta in un documento del 1236, a proposito di una comunità comprendente anche Palagnedra. Successivamente si fa riferimento a «Brugnono» nel 1364. Fu istituito comune autonomo nel 1838 con la divisione del comune di Centovalli e che si estendeva per 10,6 km². Nel 2009 è stato accorpato agli altri comuni soppressi di Intragna e Palagnedra per formare nuovamente il comune di Centovalli. La fusione è stata decisa dal Consiglio di Stato l'8 aprile 2009 e approvata all'unanimità dal Gran Consiglio ticinese il 2 giugno successivo.

## Monumenti e luoghi d'interesse
- Chiesa parrocchiale di Santa Maria Assunta, del 1364-1365[6]
- Oratorio di Sant'Anna in località Costa, del 1668[senza fonte];

## Società

### Evoluzione demografica
L'evoluzione demografica è riportata nella seguente tabella: La popolazione dell'antico comune che comprendeva anche Camedo, Lionza e Costa, contava 409 abitanti nel 1850 e 307 nel 1950. Al censimento del 2000 i residenti registrati per tutto l'antico comune erano 143.
Abitanti censiti

## Amministrazione
Ogni famiglia originaria del luogo fa parte del cosiddetto comune patriziale e ha la responsabilità della manutenzione di ogni bene ricadente all'interno dei confini della frazione.
Pur essendo in passato nominalmente Borgnone il capoluogo dell'antico comune, le funzioni amministrative si concentravano nella frazione di Camedo sul fondovalle.